# Croquis

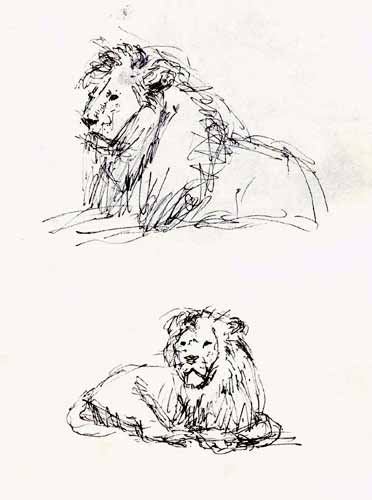
Croquis d'un lion (1980), encre de Chine sur papier, par Frans Koppelaar.

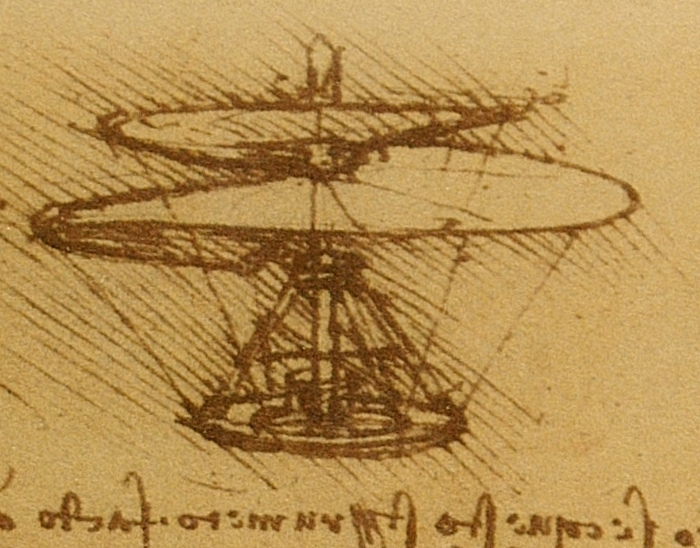
Croquis de l'idée d'une machine volante (vis aérienne), par Léonard de Vinci.

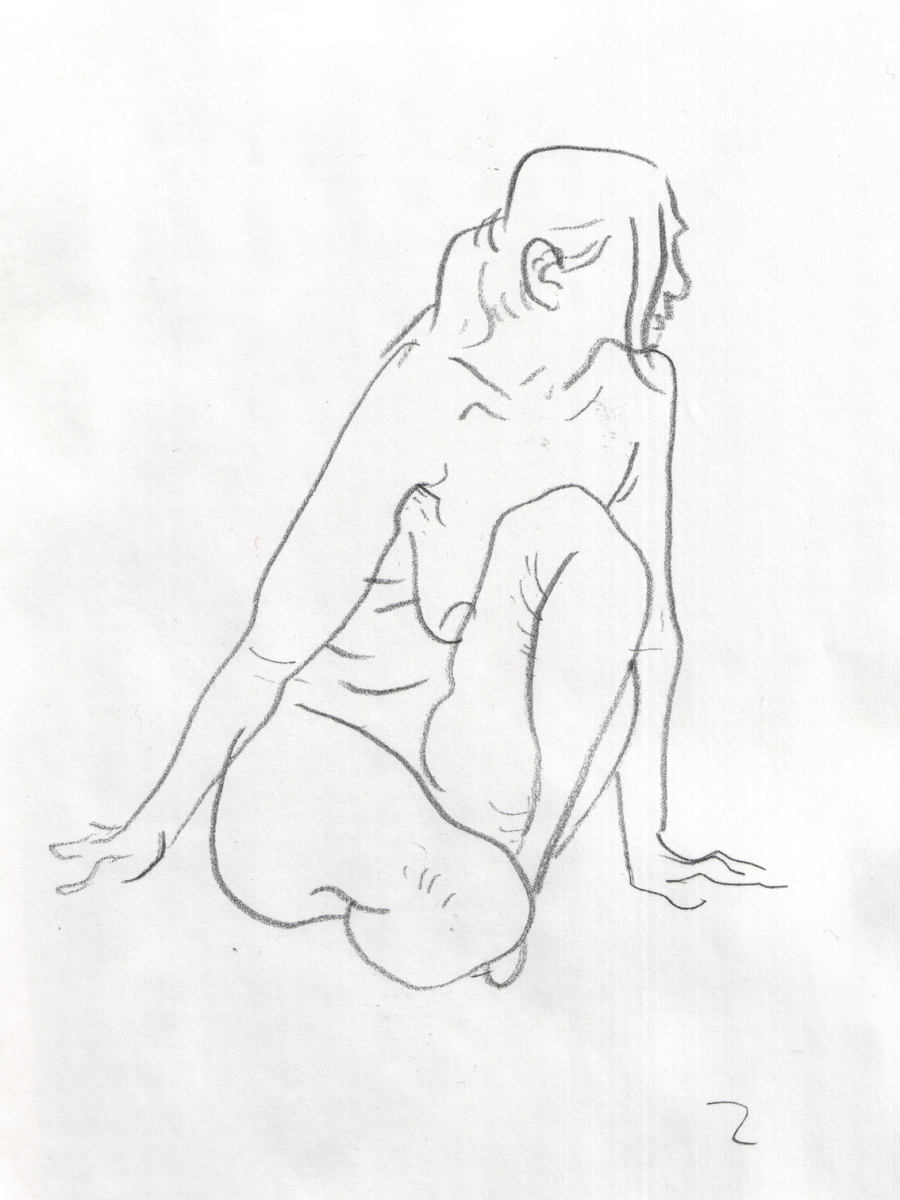
Croquis de nu.

Un croquis  est un dessin fait rapidement, à main levée, sans recherche de détails, dans le but de dégager à grands traits l'essentiel du sujet, du motif ; souvent fait d'après nature, il alimente le carnet de voyage dessiné dit « de croquis ».

## Dessin
Le croquis répond à plusieurs objectifs : 
- exercice pour le dessinateur, lui permettant d'affiner et d'entretenir le rapport entre sa perception visuelle, son esprit de synthèse et sa motricité manuelle ;
- prise de vue documentaire, afin d'utiliser ultérieurement des éléments graphiques ;
- explication visuelle, en tant qu'outil de communication.

Un croquis peut aussi être un dessin préalable à un travail plus important et plus détaillé, mais dans ce cas on parlera plutôt d'esquisse.
Les écoles et académies de dessin proposent des « cours de croquis » d'après modèle vivant. La pratique du croquis est un exercice indispensable au dessinateur pour maintenir la précision et la justesse du dessin, comparable en cela aux « gammes » pratiquées par les musiciens.
Le croquis peut se faire au crayon, mais aussi avec toutes les techniques rapides : fusain, pierre noire, encre (plume ou pinceau), aquarelle, gouache, etc.

## Graphisme
Le croquis est un outil graphique de communication, il traduit une perception subjective instantanée de l'auteur.

## Cartographie
Le croquis est également un outil cartographique.

## Architecture
Il est utilisé en topographie ou en architecture pour matérialiser la première ébauche d'un site, d'un terrain ou d'un bâtiment.